# Plectrurus perroteti
Espèce
Synonymes
- Plectrurus davidsoni Beddome, 1886

Statut de conservation UICN

 LC  : Préoccupation mineure
Plectrurus perroteti est une espèce de serpents de la famille des Uropeltidae.

## Répartition et habitat
Cette espèce est endémique du sud des Ghats occidentaux en Inde. Elle se rencontre dans les Anaimalai Hills au Kerala et dans les monts Nîlgîri au Tamil Nadu. On la trouve à une altitude allant de 1 300 à 2 600 m.
Elle vit dans les prairies et les plantations. Cette espèce vit à de hautes altitudes, où la température ne dépassent pas 20 °C.

## Publication originale
- Duméril, Bibron & Duméril, 1854 : Erpétologie générale ou histoire naturelle complète des reptiles. Tome septième. Première partie, p. 1-780 (texte intégral).